# Avatr 11
Avatr 11 – elektryczny samochód osobowy typu SUV Coupé klasy średniej produkowany pod chińską marką Avatr od 2022 roku.

## Historia i opis modelu

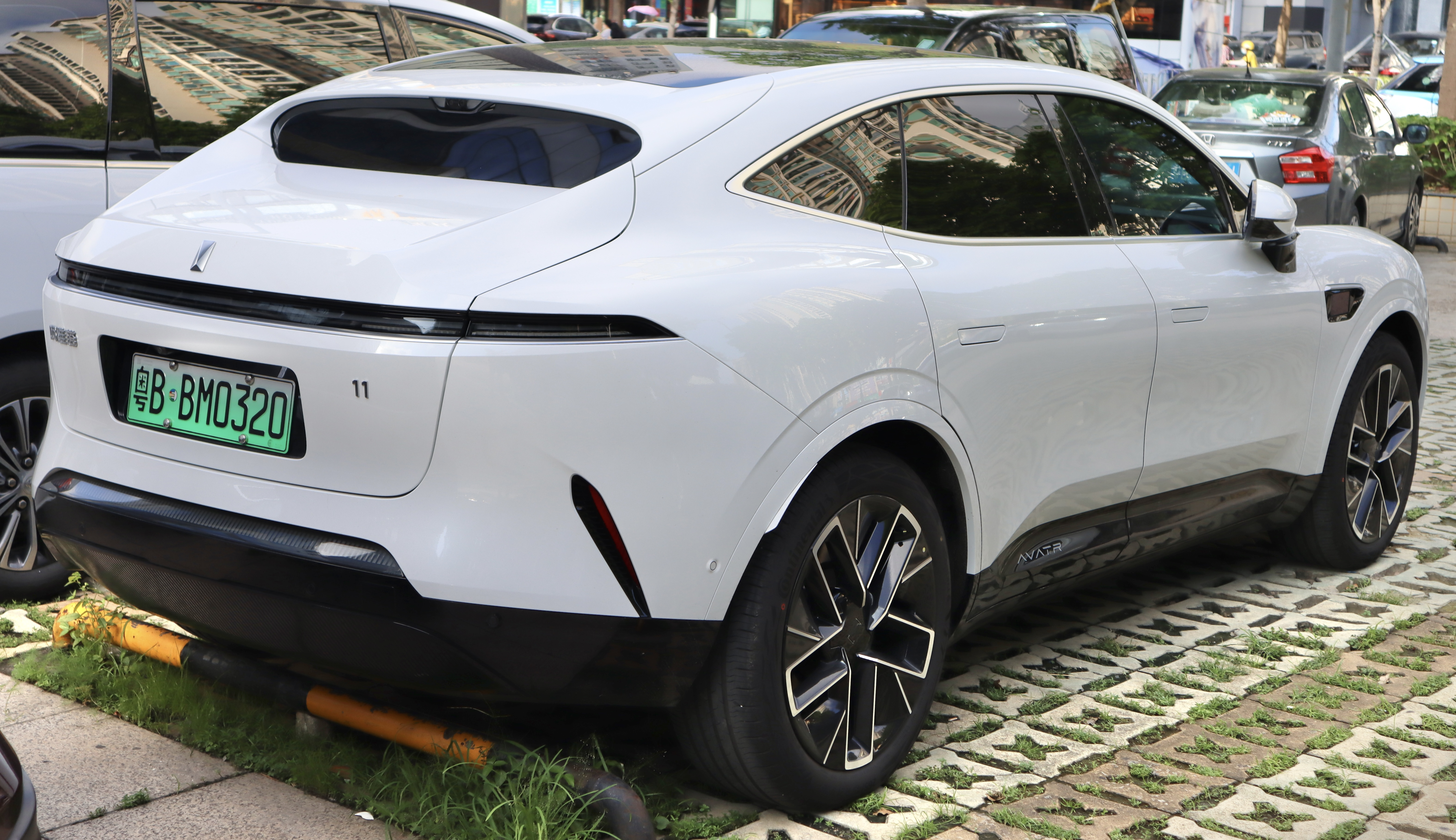
Avatr E11 - tył

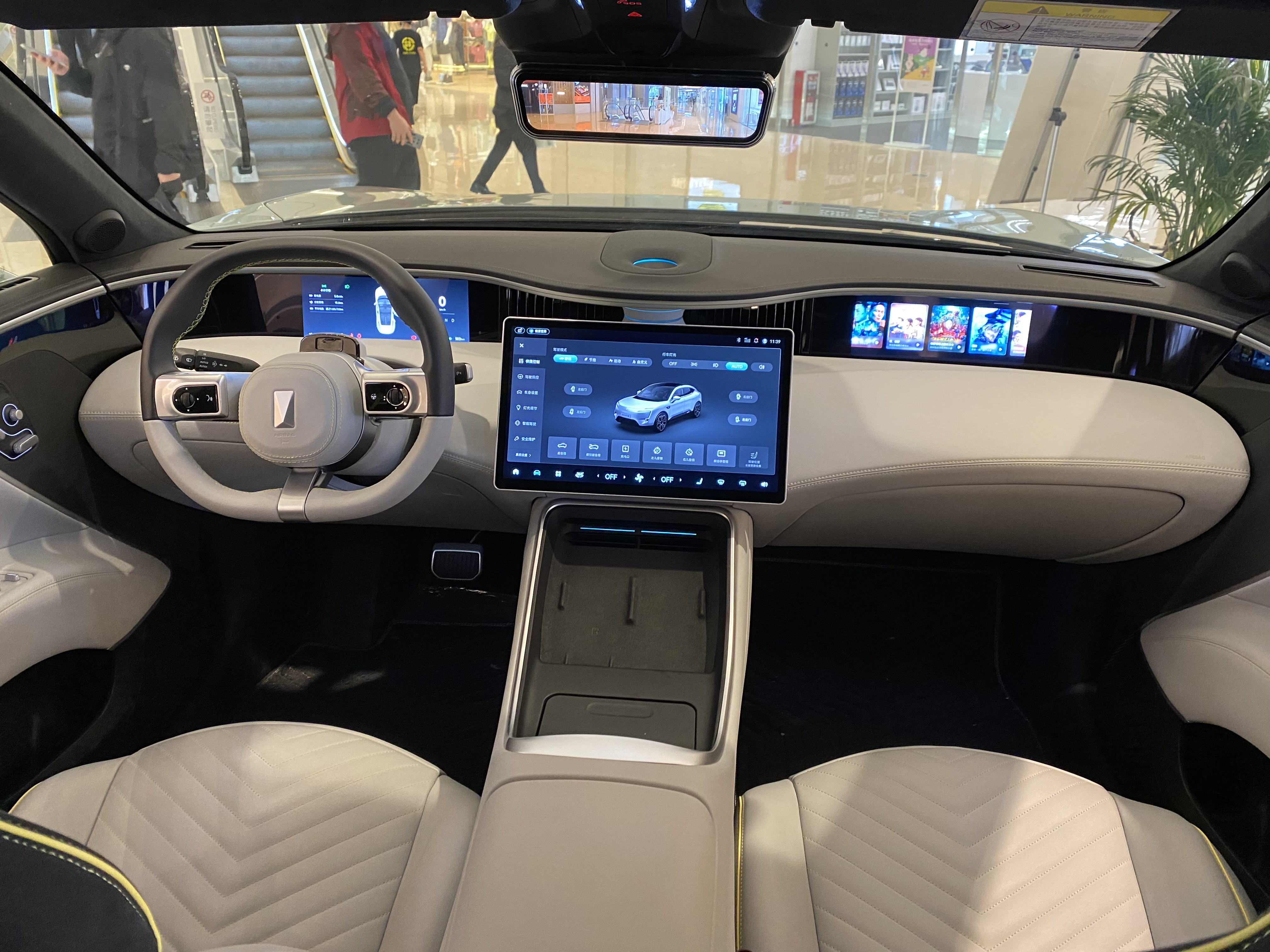
Avatr E11 - kokpit

Duży, długi na 4,8 metra SUV Coupe o pierwotnej nazwie Avatr E11 zadebiutował w połowie listopada 2021 roku jako pierwszy samochód chińskiej firmy Avatr Technology. W sierpniu 2022 przedstawiono pełną specyfikację technologiczną, przy okazji której dokonano też korekty nazwy na Avatr 11.
Awangardowo stylizowany pojazd wyróżnił się aerodynamiczną sylwetką z wysoko osadzonym oświetleniem LED, a także nietypowo ukształtowaną klapą bagażnika z szybą okalaną przez spojler dachowy. Wśród charakterystycznych detali pojazdu znalazły się m.in. chowane klamki, a także zadarta ku górze linia szyb ze szpiczastym zakończeniem komponującym się z nisko opadającą linią dachu.
Kabina pasażerska utrzymana została w luksusowej estetyce, z trzema wyświetlaczami tworzącymi deskę rozdzielczą na czele z centralnym, 15,6 calowym dotykowym ekranem do sterowania m.in. systemem multimedialnym obsługiwanym przez Huawei. Nietypowym rozwiązaniem są dwa sposoby na aranżację tylnego rzędu siedzeń, który może być tworzony przez jednolitą kanapę dla transportu 3 pasażerów lub dwa niezależne sportowo wyprofilowane fotele dla 2 pasażerów.

### Sprzedaż
Produkcja modelu Avatr 11 ma rozpoczęła z myślą o rodzimym rynku chińskim w maju 2022 roku. Pierwsze sztuki luksusowego SUV-a dostarczono do nabywców ostatecznie w połowie listopada 2022, z ceną 300 tysięcy juanów za podstawowy egzemplarz. Podobnie jak w przypadku Seresa SF5 również wykorzystującego technologię Huawei, Avatr 11 jest sprzedawany także za pomocą flagowych salonów sprzedaży tego operatora technologicznego w Pekinie i Shenzhen. Oprócz rodzimego rynku chińskiego, w styczniu 2023 samochód trafił także do sprzedaży w Rosji za pomocą lokalnego prywatnego importera.

### Dane techniczne
Avatr 11 to samochód w pełni elektryczny, do którego akumulatory o pojemności 116,8 kWh zapewnia jeden z twórców firmy Avatr Technology, chińskie przedsiębiorstwo CATL. Wysoko wydajne zestawy zapewniają elatywnie wysoki zasięg na jednym ładowaniu, który wynosi ok. 700 kilometrów. Elektryczny SUV ma być w stanie rozpędzić się do 100 km/h w ok. 4 sekundy, co zapewnia układ AWD rozwijający moc 578 KM i 670 Nm maksymalnego momentu obrotowego.